# Вакхунгу, Джуди
Джуди Вангалва Вакхунгу (англ. Judi Wangalwa Wakhungu) — кенийский политик, дипломат и геолог, назначена президентом Кении Ухуру Кениатой послом во Франции 26 января 2018 года.

## Ранняя жизнь и образование
Джуди Вакхунгу — дочь Грейс, менеджера Kenya Reinsurance and Consolidated Bank, и Мэтью Вакхунгу. Ее дяди — бывший вице-президент Кении Муди Авури и первый в Кении специалист-нефролог, Нельсон Авури.
С раннего возраста она интересовалась наукой, впоследствии получила степень бакалавра геологии в Университете Св. Лаврентия в Нью-Йорке в 1983 году и степень магистра по нефтяной геологии, полученную в Университете Акадия в Новой Шотландии, Канада, в 1986 году.
В 1993 году Вакхунгу получила степень доктора философии по управлению энергетическими ресурсами в Университете штата Пенсильвания.

## Начало карьеры
До своей политической карьеры Вакхунгу работала доцентом кафедры науки, технологий и общества в Университете штата Пенсильвания, где она также была директором Института женщин в науке и технике (Women in the Sciences and Engineering, WISE).
Вернувшись в Кению, Вакхунгу присоединилась к Министерству энергетики и регионального развития, исследовала геотермальную энергию в Великой рифтовой долине Кении. Она также была первой женщиной-геологом-нефтяником, работавшей в Национальной нефтяной корпорации Кении (NOCK). Вакхунгу была первой женщиной-преподавателем на кафедре геологии в Университете Найроби, в течение одиннадцати лет занимала должность исполнительного директора Африканского центра технологических исследований (ACTS) и работала консультантом Программы управления энергетическим сектором Всемирного банка и Центра Legatum при Массачусетском технологическом институте.

## Политическая деятельность
В 2013 году Вакхунгу была назначена президентом Ухуру Кениатой на должность министра окружающей среды, водных ресурсов и природных ресурсов Кении.  Она инициировала инвентаризацию национальных запасов слоновой кости и рогов носорогов Кении. Запасы были впервые учтены с использованием цифровых инструментов, включая библиотеку ДНК, с помощью которой судебные доказательства помогают преследовать незаконную торговлю дикими животными в регионе.
В том же году Вакхунгу была также назначена Генеральным секретарем Организации Объединенных Наций Пан Ги Муном в группу по формированию Научно-консультативный совет (Scientific Advisory Board). В качестве члена совета Вакхунгу консультирует организации системы ООН в области науки, технологий и инноваций для устойчивого развития.  В 2015 году Кениата наградил ее орденом Старейшины Золотого Сердца за заслуги перед страной.
Позднее Вакхунгу курировала инициативу по сбору более двадцати четырех тонн пластиковых отходов вокруг Национального парка озера Накуру и предложила запретить одноразовый пластик в Кении. На производителей пластиковых пакетов, которые отказались подчиниться были наложены штрафы.
Другие предложенные и реализованные акты Вакхунгу включают Закон об окружающей среде 2015 года, Закон о лесном хозяйстве 2015 года, Законы об изменении климата и водных ресурсах 2016 года и Закон об управлении отходами. Перед занятием нынешней должности занимала должность секретаря кабинета министров по вопросам охраны окружающей среды и регионального развития с 25 апреля 2013 года по 17 января 2018 года.
В январе 2018 года Вакхунгу была назначена послом Кении во Франции, Португалии, Сербии и при Святом Престоле и представляла Кению на международных переговорах по вопросам торговли, охраны окружающей среды и безопасности. В рамках своей работы она посещала мероприятия Дня Африки 2019, где рассказала об усилиях Кении в области устойчивого производства геотермальной и солнечной энергии.
В июне 2023 года Вакхунгу была отозвана со своего поста вместе с другими видными кенийскими политиками во Франции.

## Исследовательская деятельность
Научные интересы Вакхунгу включают управление энергетическими ресурсами, энергетическую политику и развитие, науку, технологии, а также гендерные вопросы в научно-технической политике. Она написала и приняла участие в написании множества исследовательских работ, включая отчет 2008 года для ACTS, в котором подробно описывались конфликты по поводу землевладения и насилие после выборов в Кении.
Три года спустя, в 2011 году, Вакхунгу опубликовала доклад, в котором обсуждались сети научно-технической политики в Африке. В 2012 году Вакхунгу приняла участие в написании двух статей о сельском хозяйстве и продовольственной безопасности совместно с биологом Джоном Беддингтоном. Она также была одним из тринадцати специалистов, заказавших отчет Комиссии по устойчивому сельскому хозяйству и изменению климата (CCAFS) под названием «Достижение продовольственной безопасности в условиях изменения климата» (Achieving food security in the face of climate change).

## Общественная деятельность
Вакхунгу входила в состав кенийских и международных советов и комитетов. Она была директором по исследованиям Программы глобальной энергетической политики и планирования Международной федерации институтов перспективных исследований (International Federation of Institutes for Advanced Study, IFIAS) в Торонто, Канада. Вакхунгу также является экспертом Рабочей группы по гендерным вопросам Комиссии ООН по науке и технике в целях развития. Вакхунгу занимала должность исполнительного директора Африканских исследований технологической политики (African Technology Policy Studies, ATPS) и руководителя проекта по распространению технологий возобновляемой энергии Стокгольмского института окружающей среды (SEI), входит в состав правления Международного фонда защиты животных (IFAW) в качестве попечителя и директора, а также является сторонником программы «Женщины в деле охраны природы».

## Награды
- Почетная докторская степень от Редингского университета в 2017 году[25]
- Премия Кларка Бэвина (Clark R. Bavin Award) в 2016 году[26]
- Премия Ocean Award в 2018 году[27]
- Премия «Выдающийся выпускник» от Университета штата Пенсильвания  и Университета Св. Лаврентия[19]

## См также
- Амина Мохамед